# Elizabethtown (Ohio)
Elizabethtown – jednostka osadnicza w Stanach Zjednoczonych, w stanie Ohio, w hrabstwie Hamilton.